# Malkiewicze (obwód grodzieński)
Malkiewicze (biał. Малькавічы; ros. Мальковичи) – wieś na Białorusi, w obwodzie grodzieńskim, w rejonie mostowskim, w sielsowiecie Mosty, przy drodze republikańskiej .
Dawniej wieś i folwark. W dwudziestoleciu międzywojennym leżały w Polsce, w województwie białostockim, w powiecie wołkowyskim, w gminie Piaski.